# Elezioni generali in Sudafrica del 2009
Le elezioni generali in Sudafrica del 2009 si tennero il 22 aprile per il rinnovo dell'Assemblea nazionale.

## Risultati
| Liste                                  | Voti       | %     | Seggi |
| -------------------------------------- | ---------- | ----- | ----- |
| Congresso Nazionale Africano           | 11 650 748 | 65,90 | 264   |
| Alleanza Democratica                   | 2 945 829  | 16,66 | 67    |
| Congresso del Popolo                   | 1 311 027  | 7,42  | 30    |
| Partito della Libertà Inkata           | 804 260    | 4,55  | 18    |
| Democratici Indipendenti               | 162 915    | 0,92  | 4     |
| Movimento Democratico Unito            | 149 680    | 0,85  | 4     |
| Fronte della Libertà Più               | 146 796    | 0,83  | 4     |
| Partito Democratico Cristiano Africano | 142 658    | 0,81  | 3     |
| Partito Democratico Cristiano Unito    | 66 086     | 0,37  | 2     |
| Congresso Panafricano                  | 48 530     | 0,27  | 1     |
| Fronte della Minoranza                 | 43 474     | 0,25  | 1     |
| Organizzazione Popolare Azana          | 38 245     | 0,22  | 1     |
| Convenzione Popolare Africana          | 35 867     | 0,20  | 1     |
| Partito Democratico del Movimento      | 29 747     | 0,17  | –     |
| Al Jama-ah                             | 25 947     | 0,15  | –     |
| Altri                                  | 78 920     | 0,45  | –     |
| Totale                                 | 17 680 729 | 100   | 400   |